# Łabędziewo
Łabędziewo (niem. Labendzowo, 1932–1945 Schwanau) – osada w Polsce położona w województwie warmińsko-mazurskim, w powiecie kętrzyńskim, w gminie Reszel nad jeziorem Widryńskim.
Do 1785 r. miejscowość nazywała się Labendzowen. Potem przez 5 lat nosiła nazwę Labedszowen. Zaś do 1820 r. nazywała się Labendszowo.
W latach 1975–1998 miejscowość administracyjnie należała do województwa olsztyńskiego.